# Bassui Tokushō
Bassui Tokushō (japanisch 抜隊 得勝, * 10. März 1327 in Nakamura, Provinz Sagami (heute: Präfektur Kanagawa); † 20. November 1387 in Enzan) war japanischer Buddhist, Rōshi, Zazen- und Satori-Lehrer der Rinzai-shū.

## Leben
Als Kind wurde Bassui Tokushō von seiner eigenen Mutter ausgesetzt, da sie von ihm träumte, dass er als Wüstling seine Eltern erschlagen würde. Daraufhin wurde Bassui von einem Diener aufgezogen. Nach dem Tod seines Vaters begann er im Kindesalter ab 1334 über religiöse Fragen nachzudenken. Das Kind plagten „Höllenstrafen“ und „Hungergeister“. 1337 beobachtete er ein aufflammendes, dann erlöschendes rätselhaftes Licht.
Als Jüngling kommentierte er den Sutrenspruch „die Lehren der Sutren seien ein Finger, der auf den Mond zeigt“ mit, dass man zwar den Finger sehen, den Mond aber übersehen könnte. Anschließend sprach er sich für den Zen aus.
Als buddhistischer Novize ließ er sich erst 1356 nach langer Verweigerung den Kopf scheren. Bassui Tokushō übernachtete nicht im Tempel, sondern in abgelegenen Hütten. Um Schlaf sich abzugewöhnen meditierte er auf Bäumen.
Mu offenbarte sich in seinem Epigramm:
Berg und Fluss,

Gras und Baum,

offenbaren gleichermaßen Mu.
Seinen Erleuchtungsnachweis erhielt er, nachdem er aus dem Tempel lief, mehrfach nach Schweißausbrüchen an Mauern stieß und stundenlang weinte.
Als strenger Gelehrter stellte er 33 Regeln auf und unterrichtete zahlreiche Schüler. Er lehrte, dass Frosch, Wurm, Wind und Regen eher die Sprache des Dharma sprächen als betende Mönche. Im Zazen löste sich für ihn Gut und Böse auf.
Im Lotussitz verstarb Bassui Tokushō im Kreis seiner Schüler 1387.

## Werke
- Wadaigassui (Sammlung von Schlamm und Wasser)
- Den Menschen befreien. Gespräche eines Zen-Meisters, 2001